# Boratyn (rejon złoczowski)
Boratyn (ukr. Боратин) – wieś na Ukrainie w rejonie złoczowskim należącym do obwodu lwowskiego.
Do 2020 w rejonie brodzkim. 

## Położenie
Na podstawie Słownika geograficznego Królestwa Polskiego i innych krajów słowiańskich: Boratyn to wieś w powiecie brodzkim, 13 km na południe od Brodów.